# THE MINKS
THE MINKS（ザ・ミンクス）は、日本のロックバンド。1986年に結成し、1997年に解散した。2001年から2006年までに再結成した後、2019年に再々結成した。

## 概要
1986年に北海道札幌市にて結成。1989年にライブビデオ「THE MINKS LIVE」より、ビクターエンタテインメント（現・JVCケンウッド・ビクターエンターテインメント）よりメジャーデビューを果たす。1997年に新宿ロフトにて開催されたライブで一度解散するも、2001年に活動再開した。2006年に再度解散するも、デビュー30年目の2019年にインディーズで活動を再開した。

## メンバー

### 現メンバー
- 岡田ヨシアキ（1965年9月4日 - 、北海道出身） - ヴォーカル、元ミッドナイトコール。ほとんどの楽曲の作詞を手掛ける。本名の岡田祉明名義で、映画「Aサインデイズ」に出演している。
- 松橋秀信 （1967年3月27日 - 、北海道出身）- ギター、元SCREW DRIVER。
- 薩摩剛 - ベース
- 吉田真一（1964年1月31日 - 、北海道出身） - ドラムス、元パルスビート。

### 旧メンバー
- 伊藤龍一 （1963年11月5日 - 、北海道出身）- ベース、元ミッドナイトコール。メジャー末期に脱退し、音楽業界からも引退。ただし再結成後も度々ゲスト参加している。
- 林田正樹 （1963年5月21日 - 、長崎県出身）ベース、元横道坊主。2001年の再結成時に在籍。

## ディスコグラフィ

### シングル
- パッシュ（1989年7月21日発売）オリコン最高順位：35位[2]
  1. パッシュ タイアップ：『ウッチャンナンチャンのコンビニエンス物語』（テレビ東京系）主題歌
  2. テレキャスター58
- 電話してくれ（1990年12月1日発売）
  1. 電話してくれ
  2. 17歳のレオ'90
  3. Rock 'n' roll Record
- DOWNTOWN（1991年2月21日発売）
  1. DOWNTOWN
  2. オ・メ・デ・ト・ウ
- この東京で（1992年4月21日発売）
  1. この東京で
  2. R&R

### アルバム
- THE MINKS（1989年8月21日発売）オリコン最高順位：44位
- ROCK 'N' ROLL DREAM（1989年11月21日発売）オリコン最高順位：44位
- Rock 'n Roll Record（1990年4月21日発売）オリコン最高順位：19位
- STAGE（1991年3月21日発売）
- ALL LIGHT GO（1992年6月21日発売）
- ROUND 6（1995年8月25日発売）
- アリのエゴ（1996年6月26日発売）
- ROCK 'N ROLL HOUSE（2020年12月23日発売）：インディーズレーベルより発売[3]

## 出演
- ウッチャンナンチャンのコンビニエンス物語 第2話（1990年4月15日、テレビ東京）- インディーズバンド役